# John Maus
John Maus (Austin, 23 de febrer de 1980) és un músic, compositor i cantant estatunidenc, conegut pel seu estil de cant baríton i l'ús de sons de sintetitzador i modes grec, una combinació que sovint és comparada amb el rock gòtic dels anys 1980. Els seus primers enregistraments lo-fi van anticipar i inspirar el moviment hipnagogic pop de finals dels anys 2000. A l'escenari, és conegut per les intenses mostres d'emoció mentre actua. També es va ser professor de Filosofia a la Universitat de Hawaii, on més endavant va obtenir el doctorat en Ciències Polítiques.

## Trajectòria
Les primeres influències de Maus van ser Nirvana, Syd Barrett, Jim Morrison i els compositors de l'època medieval, renaixentista i barroca. El 1998, va deixar la seva ciutat natal per a estudiar música experimental a l'Institut de les Arts de Califòrnia. Quan va fer amistat amb el seu company de classe Ariel Pink, es va interessar més per la música pop. Va produir la major part de la música dels seus dos primers àlbums Songs (2006) i Love Is Real (2007) en cinta de casset amb un banc de so de principis de la dècada del 1990. Els àlbums van ser objecte, en general, de crítiques desfavorables, i no va ser fins a l'èxit de We Must Become the Pitiless Censors of Ourselves (2011) que va ser acceptat com artista outsider. Després d'una absència de mitja dècada, va tornar el 2017 amb l'àlbum Screen Memories.
Els escrits sobre Maus sovint relacionen la seva música amb la seva trajectòria acadèmica, encara que ell nega compondre pensant en una teoria estètica o política. Afirma que, en algunes de les seves cançons, la seva intenció és investigar paletes electròniques «oblidades», harmonies que històricament es van associar amb «el diví» i lletres que segueixen certs modismes socials fins a les seves «conclusions absurdes». La seva tesi, «Communication and Control» (2014), tracta sobre la influència de la tecnologia en el control social.

## Ideologia
En una entrevista del 2017, Maus es va situar a l'«esquerra de l'esquerra de l'esquerra de l'esquerra» en l'espectre polític. Va afirmar que «si no t'indignes davant de les atrocitats no estàs en comunió amb la mateixa humanitat que jo». A més, en resposta a les acusacions sobre la seva associació amb figures de la dreta alternativa, va condemnar el supremacisme blanc com un «culte a la raça i la sang, això és una obscenitat absoluta. No és res més que un desastre».
Tot i que algunes de les seves lletres recorden consignes polítiques, com ara rights for gays, va comentar que la seva intenció era seguir alguns modismes socials «fins a [les seves] conclusions absurdes on és més probable que passin coses interessants. És llavors quan entra la política de l'estètica que no està a la lletra de protesta». Sobre la cançó «Cop Killer», va explicar: «No estic parlant de disparar o matar un ésser humà, estic parlant dels policies del nostre cap, els policies que són tot el que no som nosaltres, tot allò inhumà, això ens posaria a treballar cap a un fi diferent cara a cara».
En una entrevista del 2018, Maus va criticar l'esquerra estatunidenca com a inferior a la seva homòloga europea, afirmant que la primera avança «idees pintoresques, antiquades i inadequades a la nostra situació, demanant més drets i llibertat individual, què és això? 1776?». Va afegir que el moviment Occupy Wall Street era «el més proper» amb què s'havia alineat mai en la política estatunidenca contemporània.

## Discografia

### En solitari
- 2006: Songs (Upset the Rhythm)
- 2007: Love Is Real (Upset the Rhythm)
- 2011: We Must Become the Pitiless Censors of Ourselves (Upset the Rhythm)
- 2012: A Collection of Rarities and Previously Unreleased Material (Ribbon Music)
- 2017: Screen Memories (Ribbon Music)[8]
- 2018: Addendum (Ribbon Music)

### Amb Ariel Pink
- 1999: Underground (Vinyl International)
- 2002: Loverboy (Ballbearings Pinatas)